# Emil Claar

Emil Claar

Emil Claar, eigentlich Emil Rappaport, Pseudonym Emil Ralk (* 7. Oktober 1842 in Lemberg, Kaisertum Österreich; † 25. Juli 1930 in Frankfurt am Main) war ein österreichischer Theaterschauspieler, -intendant, -leiter und Schriftsteller.

## Leben

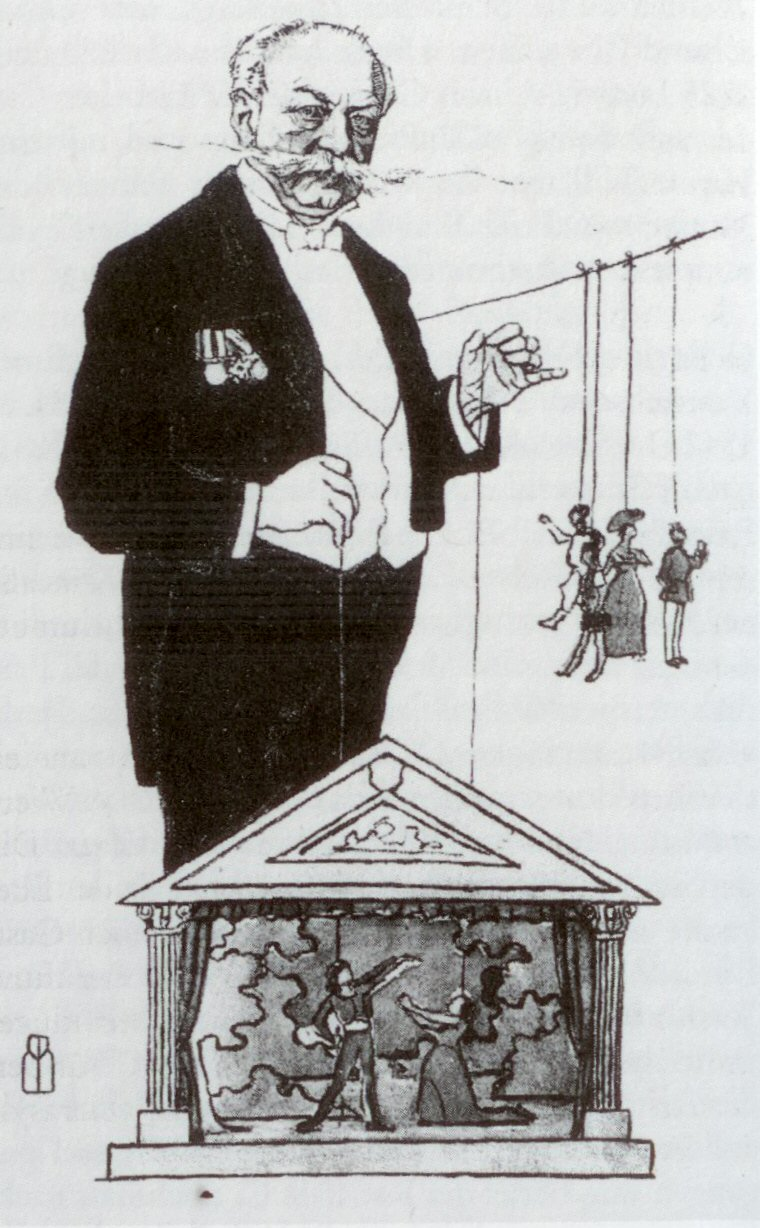
Emil Claar, Karikatur

Claar, der Sohn eines Rechtsanwaltes, sollte ursprünglich Medizin studieren, gab dies aber bald auf und wandte sich der Schauspielerei zu. 1860 engagierte ihn Heinrich Laube ans Burgtheater, wo er unter dem Pseudonym Emil Ralk auftrat.
Danach folgten Engagements in Graz, Linz und Innsbruck. Kaum 20 Jahre alt ging er nach Berlin, wo er als „Bellmaus“ debütierte. Obwohl seine Aussichten in Berlin besser waren als in Leipzig, ging er dorthin, aus Dankbarkeit zu Laube, der das Theater 1869 übernommen hatte. Dort blieb er sechs Jahre.
Ab 1870 begann er zudem am Hoftheater Weimar als Regisseur zu arbeiten. 1875 ging er nach Prag und 1876 nach Berlin als Theaterleiter des Residenztheaters.
1879 wurde er als Intendant an die Vereinigten Stadttheater in Frankfurt am Main berufen. Unter seinem Vorgänger Otto Devrient hatte das Frankfurter Theater eine künstlerische Stagnation erlebt, zugleich war jedoch auf Initiative Frankfurter Bürger der Bau des neuen Opernhauses begonnen worden. Am 20. Oktober 1880 konnte Claar die Eröffnung des neuen Opernhauses feiern. In Anwesenheit von Kaiser Wilhelm I. und Kronprinz Friedrich wurde es mit einer festlichen Aufführung von Mozarts Don Giovanni eingeweiht. Im selben Jahr wurde er in die Frankfurter Freimaurerloge Zur aufgehenden Morgenröthe aufgenommen. Durch den Verleger der Frankfurter Zeitung, Leopold Sonnemann, wurde Claar 1881 in Leipzig auf Sophie König aufmerksam und verpflichtete sie.
Claar blieb Generalintendant bis 1900. Danach legte er die Leitung der Oper Frankfurt nieder, um sich ganz auf das Schauspiel zu konzentrieren. 1899 hatte der Neubau des Schauspielhauses begonnen, welches das über 100 Jahre alte und längst zu klein gewordene alte Stadttheater Comoedienhaus ersetzen sollte.
Am 1. Oktober 1902 wurde das Schauspielhaus mit einer Aufführung von Faust und Wallensteins Lager eröffnet. Claar leitete das neue Haus noch bis 1912. Nach insgesamt 33 Jahren als Theaterleiter in Frankfurt ging er mit 70 Jahren in den Ruhestand.
Claar öffnete das Theater durch die Einführung von Volks- und Nachmittagsvorstellungen für weite Bevölkerungskreise. Er setzte sich für die naturalistischen Dramatiker Henrik Ibsen, August Strindberg und Gerhart Hauptmann ein, vermied jedoch in der Regel Erstaufführungen. Um kein Risiko einzugehen, inszenierte er meist nur Stücke, die bereits andernorts erfolgreich gewesen waren, vor allem in Berlin. Unter seiner Leitung erwarben sich die Städtischen Bühnen einen Ruf als eine der führenden deutschen Bühnen.
Claar trat auch als Schriftsteller und Dramatiker in Erscheinung, wenn auch mit weniger nachhaltigem Erfolg. Er war verheiratet mit der Sängerin und Schauspielerin Hermine Claar-Delia (1848–1908).

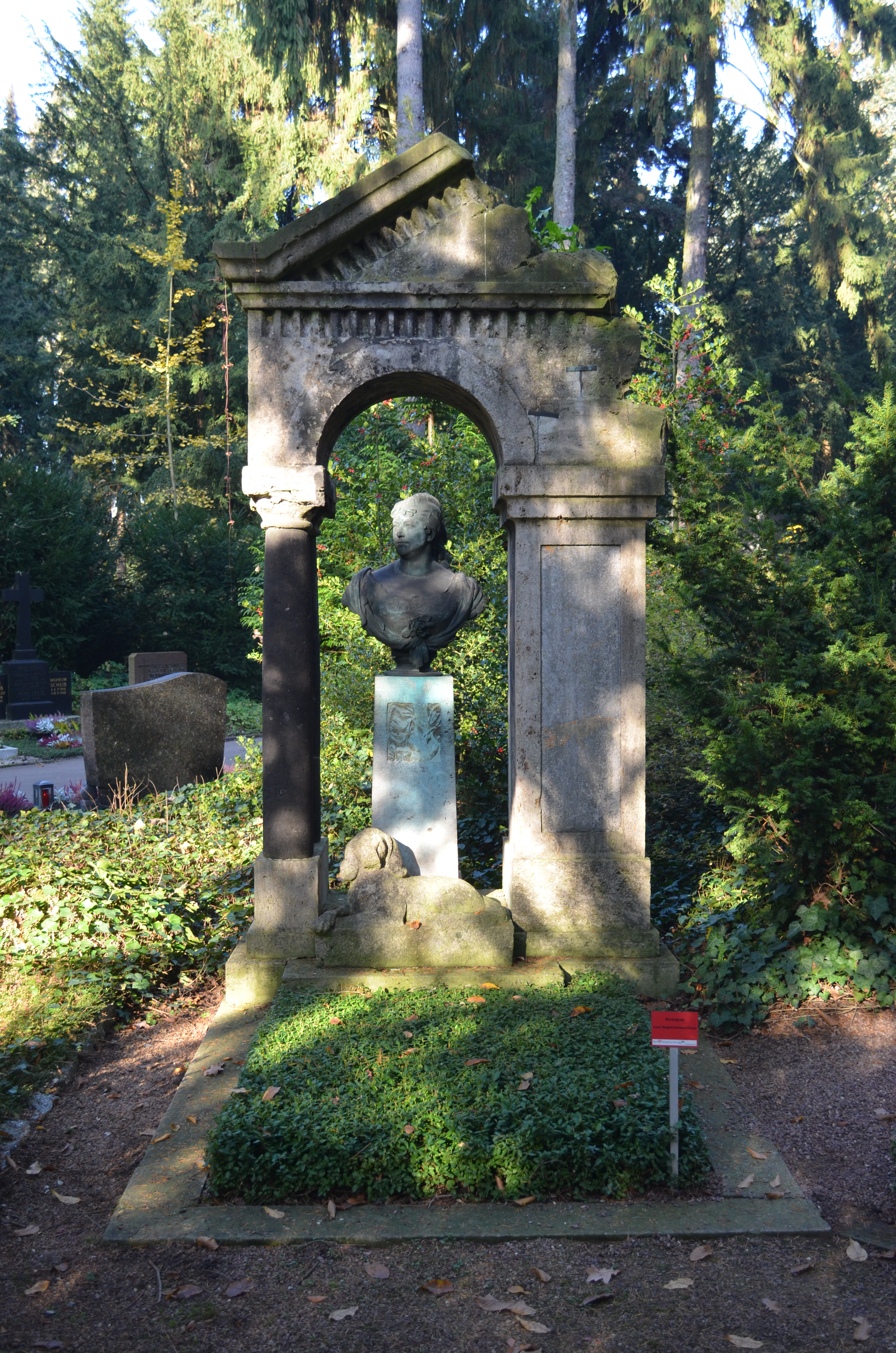
Ehrengrab auf dem Frankfurter Hauptfriedhof

Claar starb am 25. Juli 1930 im Alter von 87 Jahren in Frankfurt und wurde auf dem Frankfurter Hauptfriedhof begraben. Das Grab ist als Ehrengrab ausgewiesen und steht unter Denkmalschutz. Nach ihm ist die Emil-Claar-Straße im Frankfurter Westend benannt.

## Werke
- Simson und Delila, Lustspiel in einem Aufzug, 1870
- Shelley, 1874
- Gedichte, 1885
- Die Schwestern, Schauspiel in 4 Aufzügen, 1892
- Neue Gedichte, 1894
- Königleid, Drama in 5 Akten, 1895
- Weltliche Legenden, Gedichte, 1899
- Fünfzig Jahre Theater. Bilder aus meinem Leben, 1926